# Ons West Brabant
Ons West Brabant is de streekomroep voor de gemeenten Etten-Leur, Halderberge, Moerdijk en Zundert. De omroep is ontstaan na een vorming van 4 jaar uit de omroepen: Local FM, HOS, RTVM, en ROStv Zundert.

## Geschiedenis
De omroepen van de vier gemeenten zijn sinds 21 augustus 2017 gefuseerd tot Stichting Streekomroep voor West Brabant. Sinds oktober 2017, werden de tv uitzendingen gestart op de tv kanalen van Moerdijk en Zundert. Bijnoot is dat Halderberge op haar televisiekanaal het signaal van Moerdijk vanaf dat moment uitzond. De radiozenders hadden op 24 februari de laatste uitzending. Sinds 10 maart 2018 zendt Ons West Brabant uit op de vijf radiozenders. Later zijn deze zenders geconsolideerd tot één frequentie, namelijk 106.7 FM. In 2024 is deze consolidatie deels teruggedraaid. 
Vanaf 2 juli 2018 zijn ook de bestaande TV kanalen van Halderberge, Moerdijk en Zundert gefuseerd naar 1 kanaal in heel West-Brabant via kabelexploitant Ziggo: Kanaal 44, Caiway: Digitaal kanaal 12 of analoog via kanaal 22+ en KPN/Telfort: kanaal 1473 en T-Mobile Nederland: kanaal 857.

## Samenwerking met Streekomroep ZuidWest
In de zomer van 2022 kondigde de omroep een intensieve samenwerking met Streekomroep ZuidWest aan. Deze omroep bedient de gemeenten Bergen op Zoom, Roosendaal en Woensdrecht, steden die geografisch naast het verzorgingsgebied van Ons West Brabant liggen. De omroepen wisselden aanvankelijk content en middelen uit, maar zenden sinds 14 mei 2023 een gezamenlijk programma onder de naam ZuidWest FM uit. De TV uitzendingen gebeuren middels twee tv kanalen. Het uitzendgebied Bergen op Zoom, Roosendaal en Woensdrecht heet ZuidWestTV 1 en Etten-Leur, Halderberge, Moerdijk en Zundert heet ZuidWestTV 2.
Na de samenwerking met Streekomroep ZuidWest is de consolidatie van radiofrequenties deels teruggedraaid. In het najaar van 2024 nam de omroep opnieuw een frequentie in Zundert in gebruik . De frequentie 105.7 FM, waarop eerder Local FM uitzond vanuit Etten-Leur, is verplaatst en dekt nu specifiek Zundert en de omliggende regio.